# Sébastien Laurent (peintre)
Pour les articles homonymes, voir Sébastien Laurent.
Maurice Sébastien Laurent (né à Nancy le 18 septembre 1887 et mort à Draveil le 7 avril 1973) est un peintre et sculpteur français.

## Biographie
Né à Nancy, Sébastien Laurent a étudié avec Émile Friant à l'école des beaux-arts de Nancy. Il a obtenu une médaille d'honneur au Salon des artistes français de 1912. Il est l'auteur de scènes de genre et de tableaux régionalistes, souvent dans une esthétique marquée par le symbolisme. En 1922, il obtient le prix Eugène-Thirion.

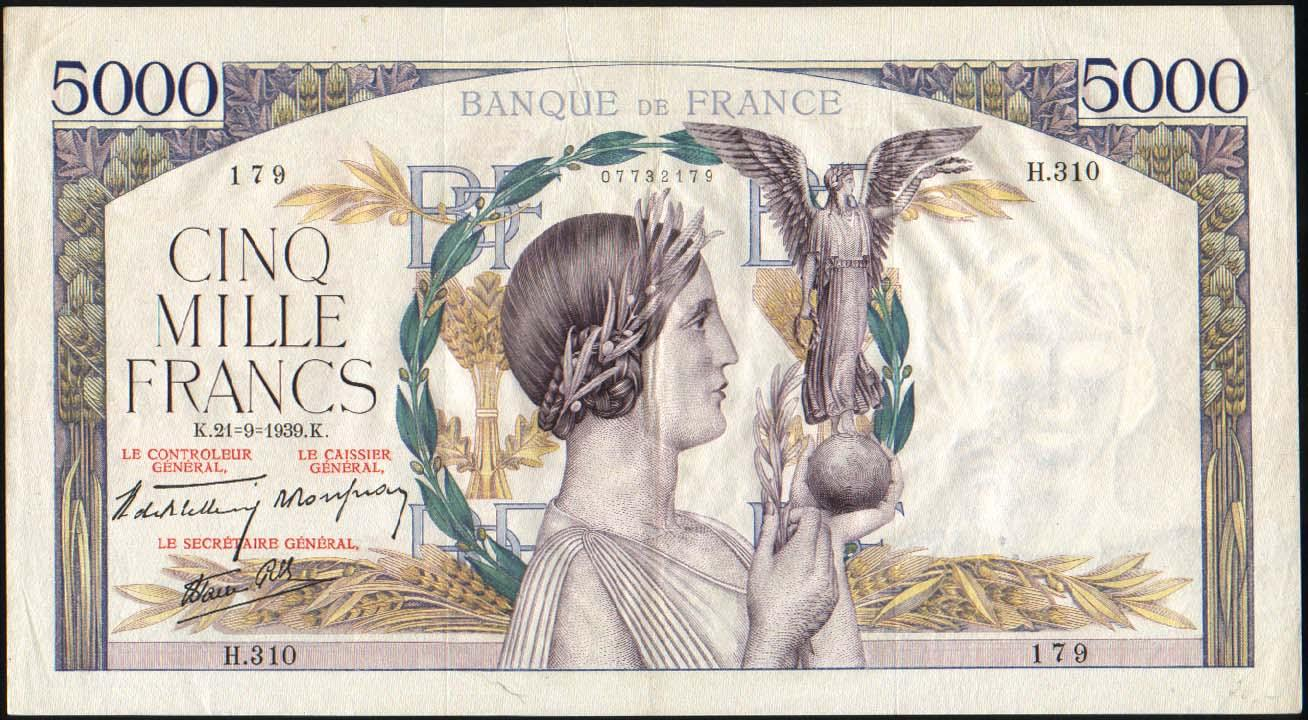
Recto du billet de 5 000 francs Victoire (France, 1934), vignette conçue par Sébastien Laurent et gravée par Jules Piel et Rita Dreyfus.

Dans les années 1930, il collabore avec la Banque de France, pour laquelle il exécute quelques billets de banque comme le 10 000 francs Génie français mais aussi des coupures destinées à la Banque de Syrie et du Liban (1939). En 1945, il est sollicité pour créer un billet de 1 000 francs qu'il propose sous l'emblème d'Athéna, mais qui est finalement refusé ; en 1985, l'Institut d'émission s'en est servi pour tester les distributeurs de billets.
Il a collaboré à la faïencerie de Mougins en réalisant des sculptures, ainsi que des vases.
Il est enterré au cimetière de Fontenay-aux-Roses.

## Œuvres dans les collections publiques
- Payrac, mairie : Bœufs à l'abreuvoir, 1913[2].
- Chalonnes-sur-Loire : La Jeunesse, 1922-1923[3].
- [Quoi ?] Fonds national d'art contemporain, dépôt 1929.

### Céramique
- Bison, céramique brun émaillée, 24 × 26 × 9 cm[réf. nécessaire].